# Ljubomir Stojanović
Ljubomir Stojanović, cyr. Љубомир Стојановић (ur. 6 sierpnia 1860 w Užicach, zm. 16 czerwca 1930 w Pradze) – serbski filolog, historyk i polityk, premier Serbii (1905-1906), minister edukacji.

## Życiorys
Syn Wasy Stojanovicia i Sary. Ukończył studia filozoficzne w belgradzkiej Szkole Wyższej, a następnie przez cztery lata kontynuował naukę w Wiedniu, Petersburgu i w Lipsku. Po powrocie do kraju w 1888 pracował jako nauczyciel w liceum, a w 1891 objął stanowisko profesora macierzystej uczelni.
W 1897 związał się z Ludową Partią Radykalną Nikoli Pašicia. Po rozłamie w partii w 1901, Stojanović przyłączył się grupy młodych działaczy, współtworząc Niezależną Partię Radykalną. W 1901 po raz pierwszy uzyskał mandat deputowanego do Skupsztiny. Od 1905 obejmował kilkakrotnie stanowisko ministra edukacji, w latach 1905–1906 kierował rządem serbskim. W latach 1915–1918 przebywał we Francji i w Szwajcarii. Po zakończeniu I wojny światowej należał do grona założycieli Jugosłowiańskiej Partii Republikańskiej, był też jej pierwszym prezesem.
Od 1894 członek rzeczywisty Serbskiej Akademii Królewskiej, w latach 1913–1923 pełnił funkcję jej sekretarza. Opublikował kilka tomów średniowiecznych serbskich rękopisów (w tym Ewangeliarz Mirosława), a także wykazy genealogiczne. Wydał 17 tomów dzieł Vuka Karadžicia, w tym jego korespondencję. Był autorem podręczników do gramatyki języka serbskiego dla szkół średnich.
Zmarł w sanatorium w Pradze, tam też został pochowany.